# Microserica semperi
Microserica semperi är en skalbaggsart som beskrevs av Brenske 1894. Microserica semperi ingår i släktet Microserica och familjen Melolonthidae. Inga underarter finns listade i Catalogue of Life.